# Joe Hulme
Pour les articles homonymes, voir Hulme.
Joseph Harold Anthony Hulme est un ancien footballeur et joueur de cricket anglais né le 26 août 1904 à Stafford et mort le 26 septembre 1991.

## Carrière
- ?-1924 : York City  Angleterre
- 1924-1926 : Blackburn Rovers  Angleterre
- 1926-1938 : Arsenal  Angleterre
- 1938-1938 : Huddersfield Town  Angleterre

## Palmarès
- 9 sélections et 4 buts avec l'équipe d'Angleterre entre 1927 et 1933.